# بوزن، فوکوئوکا
بوزن در استان فوکوئوکا در کشور ژاپن واقع شده است  که دارای جمعیت ۲۷٬۵۷۸ نفر و مساحت ۱۱۱٫۱۷ کیلومتر مربع با تراکم جمعیت 248  نفر در کیلومترمربع است و در تاریخ ۱۰ آوریل ۱۹۵۵ به عنوان شهر شناخته شد.